# 美国保守主义历史
除了在19世纪60年代至70年代的短暂时期外，美国从未出现过一个名为保守党的全国性政党。美国有史以来所有的主要政党都支持共和主义和美国建国之初所依靠的古典自由主义理想；强调自由、对幸福的追求、法治、被治者的同意、反对贵族阶层与政治腐败，再加上对法律之前人人平等的诉求。在欧洲人的眼里，美国国内的政治分歧往往显得微不足道。
事实上，曾没有任何一个美国政党提倡欧洲的保守主义理想，例如君主制、创立国教、世袭贵族等。相较之下，美国保守主义最突出的特征是对乌托邦式的进步观念的反对。以历史学家帕特里克·阿利特的话说，美国的保守派与自由派之间的区别并非在于政策，而是在于对社会问题的态度。
与加拿大和英国不同，美国从未有过名为保守党的主要国家政党。1867年成立的弗吉尼亚保守党曾在另外两个州（马里兰州和北卡罗来纳州）赢得了众议院席位。1962年后，纽约州也出现了一个小型保守党。在1860年代末的美国重建时期，前辉格党人在南部几个州成立了一个保守党，但他们很快就并入了州民主党。